# Hadena amabilis
Hadena amabilis är en fjärilsart som beskrevs av William Barnes och James Halliday McDunnough. Hadena amabilis ingår i släktet Hadena och familjen nattflyn, Noctuidae. Inga underarter finns listade i Catalogue of Life.